# Zaíde Abu Zaíde

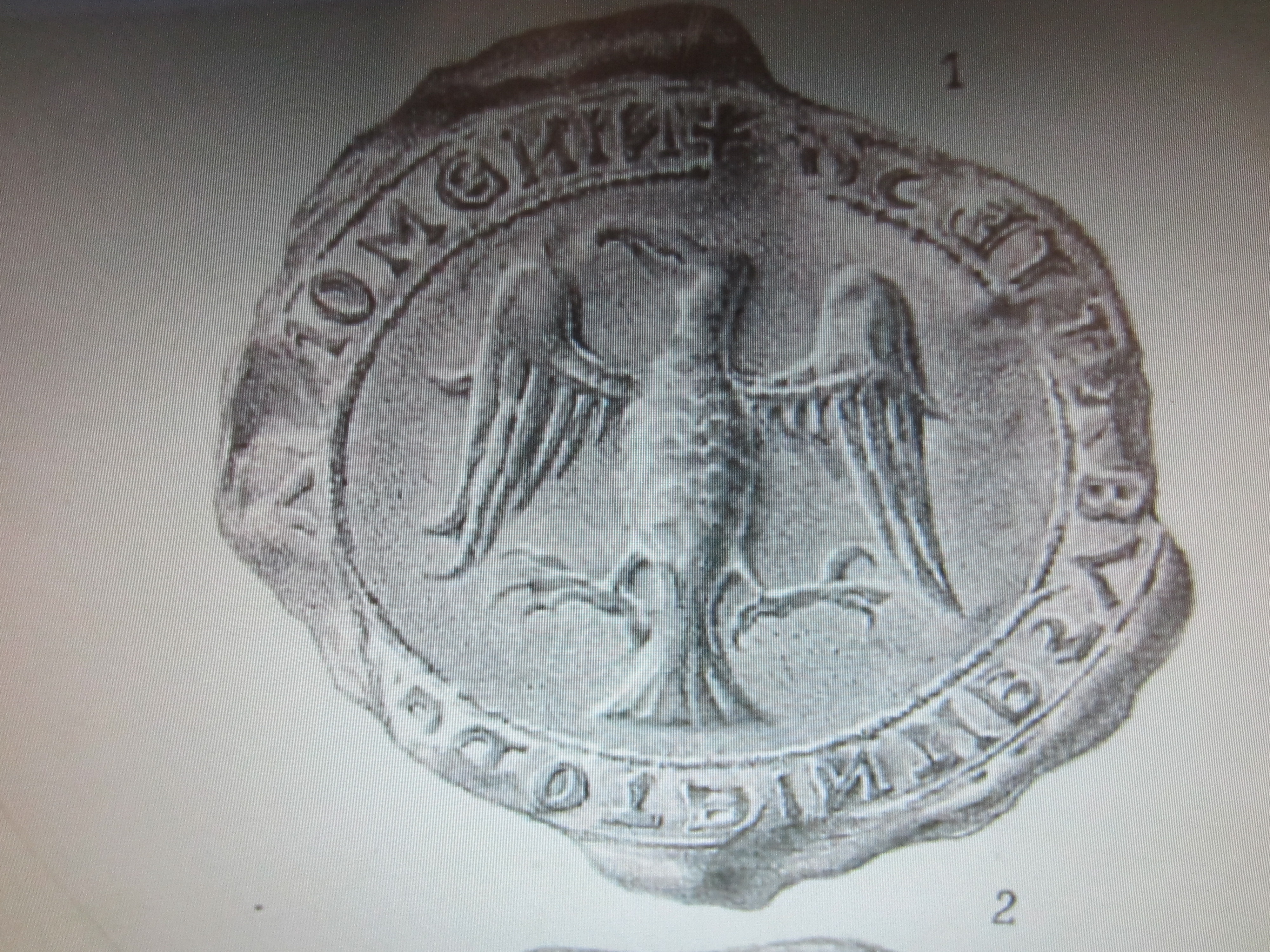
Selo do Zaíde Abu Zaíde

Abu Zaíde Abderramão ibne Abu Abedalá Maomé ibne Abu Hafiz Omar ibne Abde Almumine (Abū Zayd Abd al-Rahmān ben Abū Abd Allah Muhammad ben Abū Hafs Umar ben Abd al-Mu'min; Baeza, 1195 - Argelita, 1268), melhor conhecido só como Zaíde Abu Zaíde foi o último governador almóada em Valência.

## Biografia
Nascido por volta de 1195, príncipe almóada, bisneto do califa Abde Almumine . Antes de 1223-1229, sucedeu seu tio Abu Abedalá Maomé (1219/1220–antes de 1223) como governador de Valência.

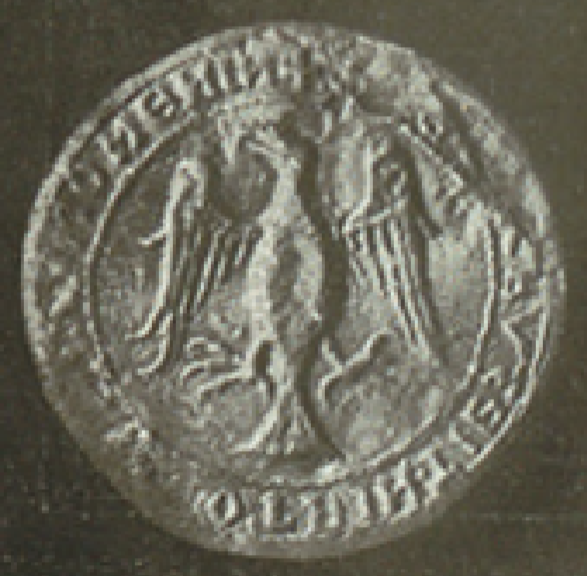
1262 carimbo

Com a morte do califa Iúçufe II em 1224 , ocorreu uma luta dinástica que permitiu a Abu Zaíde gozar de total autonomia do Califado Almóada, mas ele estava cercado por inimigos e, em 1225, decidiu se tornar um vassalo do rei castelhano Fernando III. Em 1227, ele reconheceu Almamune, ex-governador de Córdoba e Sevilha, como califa e, portanto, quebrou a vassalagem com o rei castelhano. Em 1228, recupera os castelos de Villahermosa e Bejís, praças do norte de Valência anteriormente ocupadas pelos aragoneses. Mas, ibne Hude conquista Múrcia, ele é nomeado rei e reconhece o califa abássida, quebrando ainda mais a unidade almóada no Alandalus. Nessa situação caótica, agravada pela fome, naquele mesmo ano houve uma revolta em Valência, que se aproveitou de Zaiã ibne Mardanis - descendente de Maomé ibne Mardanis - o chamado Rei Lobo pelos cristãos, para se revoltar em Onda. Em 24 de janeiro de 1229, Zaiã entrou em Valência, proclamando também obediência ao califa abássida, e Abu Zaíde teve que fugir primeiro para Segorbe e depois para Aragão.
Em 1229, após a expulsão de Zaiã ibne Mardanis de seu cargo, ele ratificou um acordo de vassalagem com Jaime I, pelo qual o rei de Aragão lhe deu permissão para conquistar e povoar o maior número de lugares e castelos que pudesse no território muçulmano valenciano, em troca de um quarto da renda. Em 1232, ratificaram em Teruel o compromisso adquirido, reconhecendo o primeiro favor recebido e a renúncia a todos os aluguéis que em Valência e seu mandato haviam sido reconhecidos em 1229; a tomada de Valência é facilitada ao rei aragonês. Abu Zaíde foi um aliado apreciável do Conquistador em sua luta pela reconquista das terras valencianas, na qual ele participou contribuindo com suas verbas.
Em 1232, Abu Zaíde se converteu ao cristianismo se batizando com o nome de Vicente Belvis, mas manteve isso em segredo até a conquista de Valência. Embora ele tenha continuado a usar o título de rei de Valência até Jaime entrar na cidade em 1238, desde então ele sempre atuou como um verdadeiro senhor feudal cristão, preferido pelo rei, com quem assinou um pacto de vassalagem em Calatayud em 20 de abril. Ao serviço do rei Jaime, ele participou da conquista do reino: primeiro das terras de Teruel, depois durante a conquista da capital, e depois, levando seu anfitrião para o sul, onde Ibi conquistou em 1244, Castalla, Onil, Tibi, Orxeta e Torres Torres.
Sob a proteção de Jaime I, ele dominou as cidades mouriscas de Alto Mijares, que ele legou a seu filho Fernando. Ele obteve inúmeras doações reais: em 1236, as vilas de Ricla e Magallón, em 1238 fazendas na Huerta de Valencia e casas na cidade; em 1239, a cidade de Ganalur e a fazenda de Aldaia. Em 27 de janeiro de 1243, Abu Zaíde recebeu o vassalage de Eximén Pérez e seu filho Blasco, e concedeu-lhes o castelo de Arenoso, para comandar suas forças militares e como dote para o casamento de Blasco com sua filha Alda Ferrández Aba-Omahet.

### Morte de Abu Zaíde
A morte de Zaiã ibne Mardanis está localizada no final de 1269. Seus filhos e parentes receberam uma importante herança e, estando relacionados à nobreza aragonesa, também se tornaram senhores cristãos. Por volta de 16 de junho de 1860, uma lápide foi erguida em Valência, e alguns restos humanos foram expostos, cuja condição denotava sua antiguidade. Um pergaminho foi encontrado no mesmo site com a seguinte redação:

Hic jacet D. Vicentius Belvis cum prole sua olim Zeit Abuceit rex Valentiae maurus adeo suae religionis celator VT duos innocentissimos viros beatos Joannem de Perusia et Petrum de Saxo-Ferrato seraphici patris francisci filios ac socios veram christi fidem praedicantes gladio jugulaverit sed inspirante patre luminum recipiens omne nefas diluit sacro baptismatis lavacro et aeternum reconciliationis signum hanc olim aulam suam in ecclesiam et cenobium destinavit.
Esses restos foram transferidos para a igreja do mosteiro religioso de La Puridad e são colocados em cima da fonte de água benta, entrando à esquerda. Ainda se lê ali, na mesma lápide antiga, sob uma coroa real, a inscrição composta por Pe. Fray Miguel Enrich, nos seguintes dísticos:
Hic jacet azotus maurus, dulcisque propago qui dominans urbis, par jugulare jubet Francisci comitum, nunc coeli sede beatus, sacro fonte tamen diluit omne nefas, dum pro inclementi fundit pia vota precesque, urbs urbs expugnatur, sacra fit aula dei.

## Conversão
Em 22 de abril de 1236, Zaiã ibne Mardanis se converteu ao cristianismo e foi batizado com o nome de Vicente Bellvís, fez a doação bem conhecida de "castros, vilas e fazendas que agora possuo e possuo, que por direito devem pertencer à sede segobricense", o Bispo de Segorbe Guillermo Eximeno ou Gimeno.

## Casamento e filhos

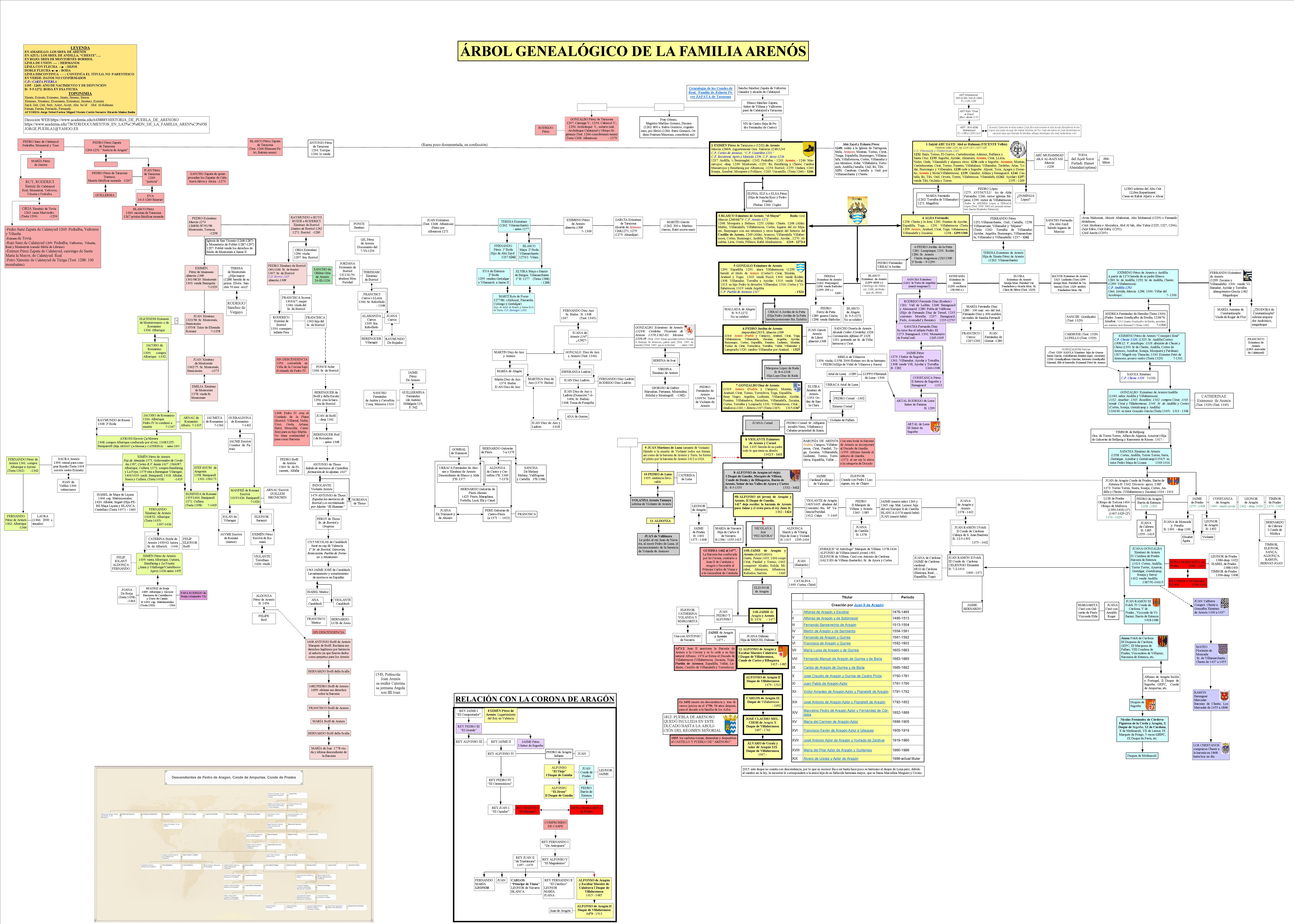

Ele teve vários filhos. Com Maria Ferrandis: Alda Ferrandis, Fernando Peres e Sancho Ferrandis; Outros: Elisenda (curou sua doença no castelo de Castro); Maomé Abiceite ou Abaomate; Ceite Aboiara ou Aboiaia; Zeite Edris ou Idris; Azón.
É possível que sua esposa fosse Dominga López, já que os netos de María Ferrandis não foram considerados, pelo bispo Dull de Segorbe (1324), como casamento. Ou são a mesma pessoa, já que o irmão de María Ferrandis se chamava Pedro López com duas filhas Andrea López e Urraca López, primas de Alda Ferrandis.